# Ен Шеридан
Ен Шеридан (енгл. Ann Sheridan) је била америчка глумица, рођена 21. фебруара 1915. године у Дентону, а преминула 21. јануара 1967. године у Лос Анђелесу.

## Филмографија
| Улоге Ен Шеридан |                    |               |       |          |
| Година           | Српски назив       | Изворни назив | Улога | Напомена |
| 1938.            | Анђели гарава лица |               |       |          |
| 1940.            | Они возе ноћу      |               |       |          |